# Coll de l'Escrinet
El coll de l'Escrinet és un port de muntanya del Massís Central que s'eleva fins als 787 metres i que es troba al departament de l'Ardecha. El coll es troba entre les viles de Privàs i Aubenàs, entre la vall de l'Ardecha i les planes del Llenguadoc al sud-oest, i la vall del Roine al nord-oest. Una estela, en record a Jacques de Sugny es troba al cim. L'indret és un important lloc per a l'observació d'aus.
El coll és travessat per un estret dic volcànic que emergeix dels substrat margo-calcari.

## Aparicions al Tour de França
El coll de l'Escrinet ha estat superat en dues edicions pel Tour de França, sent la primera el 2009 i la darrera el 2015.
| Any  | Etapa | Categoria | Inici etapa      | Final etapa | Primer al cim           |
| ---- | ----- | --------- | ---------------- | ----------- | ----------------------- |
| 2015 | 15    | 2         | Mende            | Valença     | Thibaut Pinot (FRA)     |
| 2009 | 19    | 2         | Bourgoin-Jallieu | Aubenàs     | Alessandro Ballan (ITA) |